# Natuurpark Redes
Het Natuurpark Redes (Spaans/Asturisch: Parque natural de Redes) is een natuurpark in Asturië in Spanje. Het natuurpark werd opgericht in  en 1996 en is 37736 hectare groot. Het natuurpark omvat bergen in het Cantabrisch gebergte met beuken- en eikenbossen. In het park komt bruine beer, wolf, ree, gems, everzwijn, edelhert voor. Het park is ook een Unesco-biosfeerreservaat.